# 細線鸚竺鯛
細線鸚竺鯛，又稱細線天竺鯛、小條紋天竺鯛、細線鸚天竺鯛，俗名大目側仔，為輻鰭魚綱鈎頭魚目天竺鯛科鸚竺鯛屬的其中一個種。

## 分布
本魚分布於西太平洋區，包括日本、韓國、台灣、新加坡、印尼、柬埔寨、越南、澳洲、薩摩亞群島等海域。

## 特徵
本魚體延長而側扁，眼大，口大略下位。魚體呈灰褐色，體側具有數條細黑色縱紋，其中一條穿過眼中央。尾柄有一黑色眼斑，尾鰭凹入，背鰭硬棘8枚；背鰭軟條9枚； 臀鰭硬棘2枚；臀鰭軟條8枚，體長可達14公分。

## 生態
本魚棲息於岩礁區或珊瑚礁區，白天躲藏於岩縫中，夜間出來覓食，屬肉食性，以浮游生物為食。繁殖期時，雄魚具有口孵習性，卵約7日化成仔魚，由雄魚吐出，具短暫的仔魚飄浮期。

## 經濟利用
不具任何經濟價值。